# Cieśnina Karimata
Cieśnina Karimata – cieśnina pomiędzy należącymi do Indonezji wyspą Borneo i wyspą Belitung (leżącą przy brzegu Sumatry). Cieśnina ta łączy Morze Jawajskie z Morzem Południowochińskim.
- Szerokość: ok. 210 km
- Średnia głębokość: 36 m

Nawigację utrudniają znajdujące się w torze wodnym liczne rafy koralowe i wysepki.